# Premi BAFTA 1996
La 49ª edizione dei British Academy Film Awards, conferiti dalla British Academy of Film and Television Arts alle migliori produzioni cinematografiche del 1995, ha avuto luogo il 23 aprile 1996.

## Vincitori e nomination

### Miglior film
- Ragione e sentimento (Sense and Sensibility), regia di Ang Lee
- Babe - Maialino coraggioso (Babe), regia di Chris Noonan
- La pazzia di Re Giorgio (The Madness of King George), regia di Nicholas Hytner
- I soliti sospetti (The Usual Suspects), regia di Bryan Singer

### Miglior film britannico
- La pazzia di Re Giorgio (The Madness of King George), regia di Nicholas Hytner
- Carrington, regia di Christopher Hampton
- Terra e libertà (Land and Freedom), regia di Ken Loach
- Trainspotting, regia di Danny Boyle

### Miglior film non in lingua inglese
- Il postino, regia di Michael Radford • Italia
- I miserabili (Les misérables), regia di Claude Lelouch • Francia
- La regina Margot (La Reine Margot), regia di Patrice Chéreau • Francia
- Sole ingannatore (Утомлённые солнцем), regia di Nikita Sergeevič Michalkov • Russia

### Miglior regista
- Michael Radford - Il postino
- Mel Gibson - Braveheart - Cuore impavido
- Nicholas Hytner - La pazzia di Re Giorgio
- Ang Lee - Ragione e sentimento

### Miglior attore protagonista
- Nigel Hawthorne - La pazzia di Re Giorgio
- Nicolas Cage - Via da Las Vegas
- Jonathan Pryce - Carrington
- Massimo Troisi - Il postino

### Miglior attrice protagonista
- Emma Thompson - Ragione e sentimento
- Nicole Kidman - Da morire
- Helen Mirren - La pazzia di Re Giorgio
- Elisabeth Shue - Via da Las Vegas

### Miglior attore non protagonista
- Tim Roth - Rob Roy
- Ian Holm - La pazzia di Re Giorgio
- Martin Landau - Ed Wood
- Alan Rickman - Ragione e sentimento

### Miglior attrice non protagonista
- Kate Winslet - Ragione e sentimento
- Joan Allen - Gli intrighi del potere
- Mira Sorvino - La dea dell'amore
- Elizabeth Spriggs - Ragione e sentimento

### Miglior sceneggiatura originale
- I soliti sospetti - Christopher McQuarrie
- Pallottole su Broadway - Woody Allen e Douglas McGrath
- Le nozze di Muriel - P.J. Hogan
- Seven - Andrew Kevin Walker

### Miglior sceneggiatura non originale
- Trainspotting - John Hodge
- Babe - Maialino coraggioso - George Miller e Chris Noonan
- Via da Las Vegas - Mike Figgis
- La pazzia di Re Giorgio - Alan Bennett
- Il postino - Furio e Giacomo Scarpelli
- Ragione e sentimento - Emma Thompson

### Miglior fotografia
- Braveheart - Cuore impavido - John Toll
- Apollo 13 - Dean Cundey
- La pazzia di Re Giorgio - Andrew Dunn
- Ragione e sentimento - Michael Coulter

### Miglior scenografia
- Apollo 13
- Braveheart - Cuore impavido
- La pazzia di Re Giorgio
- Ragione e sentimento

### Migliori musiche
- Il postino - Luis Enríquez Bacalov
- Braveheart - Cuore impavido - James Horner
- La pazzia di Re Giorgio - George Fenton
- Ragione e sentimento - Patrick Doyle

### Miglior montaggio
- I soliti sospetti
- Apollo 13
- Babe - Maialino coraggioso
- La pazzia di Re Giorgio

### Migliori costumi
- Braveheart - Cuore impavido
- La pazzia di Re Giorgio
- Restoration - Il peccato e il castigo
- Ragione e sentimento

### Miglior trucco
- Lisa Westcott - La pazzia di Re Giorgio (The Madness of King George)
- Peter Frampton, Paul Pattison e Lois Burwell - Braveheart - Cuore impavido (Braveheart)
- Ve Neill, Rick Baker e Yolanda Toussieng - Ed Wood
- Morag Ross e Jan Archibald - Ragione e sentimento (Sense and Sensibility)

### Miglior sonoro
- Per Hallberg, Lon Bender, Brian Simmons, Andy Nelson, Scott Millan e Anna Behlmer - Braveheart - Cuore impavido (Braveheart)
- David MacMillan, Rick Dior, Scott Millan e Steve Pederson - Apollo 13
- Jim Shields, David John, Graham V. Hartstone, John Hayward eMichael A. Carter - GoldenEye
- Christopher Ackland, David Crozier e Robin O'Donoghue - La pazzia di Re Giorgio (The Madness of King George)

### Migliori effetti speciali
- Apollo 13
- Babe - Maialino coraggioso
- GoldenEye
- Waterworld